# Chan Jü
Chan Jü (čínsky pchin-jinem Hán Yù, znaky tradiční 韓愈; 768 – 25. prosince 824) byl čínský filozof, úředník a spisovatel.
Napsal asi 300 básní, ale byl hlavně reformátorem čínské prózy a zakladatel prózy opravdu volné. Próza v čínštině existovala již před ním, ale byla svázána pravidly podobně jako verše (tzv. pchien-wen). Prosadil nový styl prózy, mnohem volnější, tzv. ku-wen. I v poezii se snažil o rozbití tradiční formy, proto se mu také zpočátku nedařilo složit úřednické zkoušky (jejichž součástí tvorba básní byla), ale nakonec se státním úředníkem stal.
Ve filozofii kritizoval buddhisty za to, že svým učením zavádějí lidi do světa iluzí a odvádějí je od řešení otázek pozemského života. Chan Jü byl jedním ze zakladatelů neokonfucianismu, jímž chtěl čelit rostoucímu vlivu taoismu a buddhismu, které jako bytostný konzervativec odmítal. Kvůli své kritice šíření buddhismu na císařském dvoře byl na rok poslán do vyhnanství. Těmto tématům se věnoval v esejích jako O člověku, O Tau nebo O lidské přirozenosti. Jeho filozofické dílo bylo doceněno až v 11. století.
Narodil se ve šlechtické rodině, ve věku dvou let osiřel a byl vychováván rodinou svého staršího bratra. Dle tradice se sám naučil číst a psát.